# Annabelle's Affairs
Annabelle's Affairs is een Amerikaanse dramafilm uit 1931 onder regie van Alfred L. Werker. De film is wellicht zoekgeraakt.

## Verhaal
Annabelle en haar man worden van elkaar gescheiden na 11 uur huwelijk. Annabelle weet niet meer hoe haar echtgenoot eruitziet. Wanneer ze hem later opnieuw ontmoet, wordt ze verliefd op hem zonder te beseffen dat ze al met hem getrouwd is.

## Rolverdeling
| Acteur              | Personage                |
| ------------------- | ------------------------ |
| Victor McLaglen     | John Rawson / Hefly Jack |
| Jeanette MacDonald  | Annabelle Leigh          |
| Roland Young        | Roland Wimbleton         |
| Sam Hardy           | James Ludgate            |
| William Collier sr. | Wickham                  |
| Sally Blane         | Dora                     |
| Joyce Compton       | Mabel                    |
| Ruth Warren         | Lottie                   |
| George Beranger     | Archie                   |
| Walter Walker       | Walter J. Gosling        |
| Hank Mann           | Summers                  |
| Jed Prouty          | Bolson                   |
| Louise Beavers      | Ruby                     |
| Wilbur Mack         | Vance                    |